# الکساندر دوو
الکساندر دوو (انگلیسی: Alexander Devoe) یک بازیگر پورنوگرافی  اهل ایالات متحده آمریکا است.